# Adrani
Adrani (szerbül: Адрани), település Szerbiában, a Raškai körzet Kraljevoi községében.

## Népesség
- 1948-ban 1 291 lakosa volt.
- 1953-ban 1 370 lakosa volt.
- 1961-ben 1 537 lakosa volt.
- 1971-ben 1 709 lakosa volt.
- 1981-ben 1 899 lakosa volt.
- 1991-ben 2 065 lakosa volt.
- 2002-ben 2 198 lakosa volt, akik közül 2 179 szerb (99,13%), 10 montenegrói, 3 horvát, 3 nem nyilatkozott és 3 ismeretlen.